# Toon Hermans Award
De Toon Hermans Award is oeuvreprijs die sinds 2001 door de stichting Toon Hermans wordt uitgereikt aan een persoon of instantie die een belangrijke bijdrage geleverd hebben aan de Nederlandse theatergeschiedenis. 
De prijs bestaat uit een replica van een bronzen profiel van Toon Hermans ontworpen door Guus Hellegers. 
De uitreiking vindt plaats tijdens een van de activiteiten rondom de herdenking van zijn geboortedag. Alleen de derde uitreiking van 2010 is uitgesteld naar mei 2011 vanwege de hevige sneeuwval.

## Winnaars
- 2001 – eerste oeuvre-award: Mini & Maxi
- 2006 – tweede uitreiking: André van Duin
- 2011 – derde uitreiking: gemeente Sittard-Geleen. Volgens de jury 'omdat zij een belangrijke bijdrage heeft geleverd aan de promotie van het gedachtegoed van haar ereburger en beroemdste zoon Toon Hermans door dit door te geven aan haar inwoners en de rest van Nederland en Vlaanderen. De uitgevoerde evenementen in Sittard-Geleen zijn niet anders te omschrijven dan van een kwalitatief hoogstaand niveau. De herdenkingsdienst, Expositie Typisch Toon in museum het Domein, het Toon Hermans Humorfestival, Park Kolderiek in het Stadspark en de beide marktconcerten met zowel Limburgse als vaderlandse artiesten, gaven een waarachtig portret van Toon Hermans en zijn geboortestad.'[1]
- 2014 – vierde uitreiking: dirigent Benny Ludemann van het mandolineorkest Estrellita uit Molenschot.[2]
- 2016 – vijfde uitreiking: Paul van Vliet en Freek de Jonge
- 2022 – zesde uitreiking: Jochem Myjer

## Link
- Officiële website